# Whittamore-Pass
Der Whittamore-Pass ist ein etwa 350 m hoch gelegener Gebirgspass auf Südgeorgien. Auf der Barff-Halbinsel liegt er am Kopfende des Martin Valley und ermöglicht von dort den Zugang zu den Desolata Lakes.
Das UK Antarctic Place-Names Committee benannte ihn 2014 nach Les Whittamore vom British Antarctic Survey, der von 1989 bis 1992 als Elektriker auf der Halley-Station in Antarktika tätig war, die Station von 1993 bis 1999 leitete und von 2000 bis 2014 als Logistikkoordinator in Südgeorgien fungierte.